# Maison de Zúñiga
Pour les articles homonymes, voir Zúñiga.
 (juillet 2024).
Si vous disposez d'ouvrages ou d'articles de référence ou si vous connaissez des sites web de qualité traitant du thème abordé ici, merci de compléter l'article en donnant les références utiles à sa vérifiabilité et en les liant à la section « Notes et références ».
La maison de Zúñiga est l'une des plus anciennes maisons d'Espagne.

## Histoire
On la fait descendre d'Alphonse, infant de Navarre, et de Sanctie, dame et héritière du domaine de Zúñiga, et qui a fourni un grand nombre d'hommes distingués, dont :

## Personnalités
- Juan de Zúñiga y Pimentel, cardinal, grand maître de l'ordre d'Alcantara, archevêque de Séville.
- Íñigo López de Mendoza y Zúñiga (1476-1535), cardinal, évêque de Burgos, diplomate au service de Charles Quint.
- Diégue de Zuniga (1525-1577), ambassadeur en France pour Philippe II d’Espagne durant les Guerres de Religion (France).
- Luis de Zúñiga y Requesens (1528-1576), gouverneur des Pays-Bas espagnols.
- Juan de Zúñiga Avellaneda y Bazán (1541-1608), vice-roi de Catalogne et vice-roi de Naples de 1586 à 1595.
- Alonso de Ercilla y Zúñiga (1533-1594), poète espagnol.
- Álvaro Manrique de Zúñiga (mort en 1590), marquis de Villamanrique, vice-roi de Nouvelle-Espagne.
- Gaspar de Zúñiga y Acevedo (1560-1606), comte de Monterrey, vice-roi de Nouvelle-Espagne puis vice-roi du Pérou.
- Diego Ortiz de Zúñiga (1636-1680), magistrat de Séville.
- Juan Domingo de Zúñiga y Fonseca (1640-1716), comte de Monterrey et Fuentes, gouverneur des Pays-Bas espagnols.